# Son Mas des Potecari
El conjunto talayótico de Son Mas des Potecari, también conocido como s'Argenteria, se encuentra localizado en el municipio de Inca (Baleares), España. Está ubicado junto a un camino que se encuentra en el kilómetro 5 de la carretera PM-324 y que comunica con Llubí. Se trata de un centro ceremonial-ritual compuesto por dos talayots circulares con la particularidad que la entrada del primer talayot se encuentra orientada mirando al norte, hacia la entrada del segundo talayot a 20 metros de distancia

## Descripción del conjunto
- ID Conjunto: 21-22.
- Nombre del conjunto: Son Mas des Potecari/s'Argenteria.
- Nº catálogo PGOU: INC-A016.
- Nº carta arqueológica: 21-22.
- Coordenadas UTM: X:498000, Y:4393000.

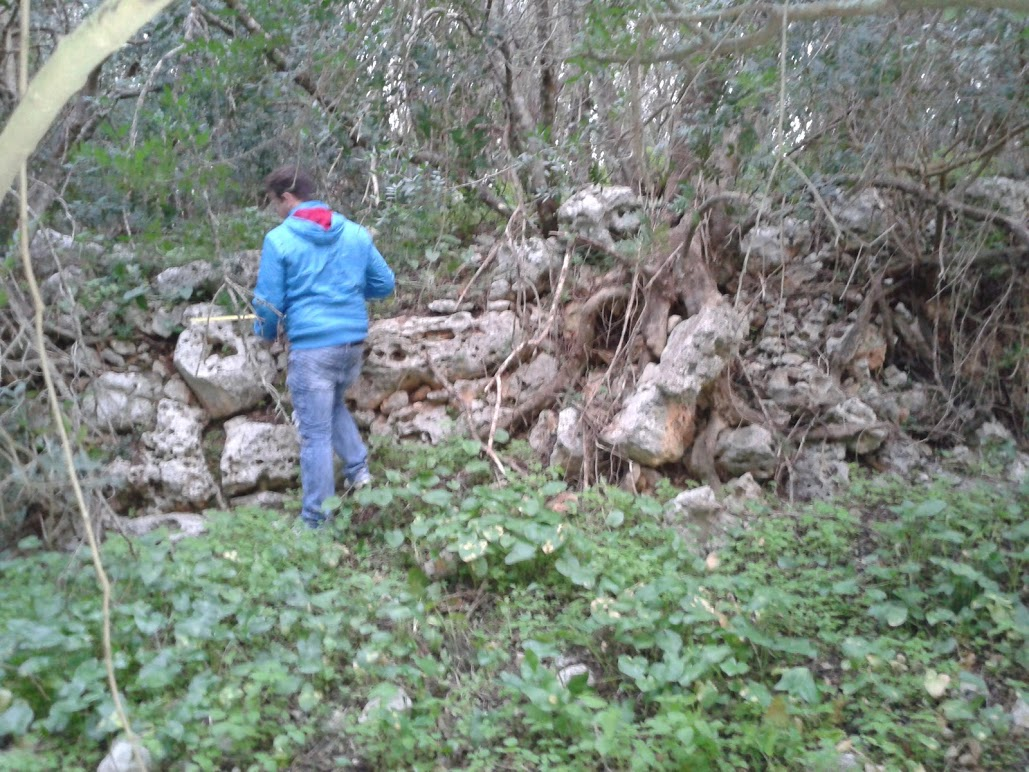
Talayot 1

Se trata de un asentamiento arqueológico formado por dos talayots circulares situados detrás de la propiedad privada de Son Mas des Potecari. Ambos elementos se encuentran situados en una zona cerrada que sirve como zona de cultivo, donde la vegetación ha invadido las estructuras, llegando incluso a colapsar algún muro y derribándolo. La puerta de entrada del primer talayot se encuentra orientada al norte y la del segundo talayot orientada al sur.
En referencia a las evidencias y argumentaciones de este tipo de construcciones, durante el período de la sociedad talayótica (ca. 885-550 cal ANE), proliferaron las construcciones de planta circular y de estructuras monumentales, es decir, los talayots. Estos se encuentran aislados o formando parte de asentamientos y no resulta difícil encontrar varios monumentos en el mismo yacimiento. La catalogación que realizó el mismo Ajuntament d'Inca sobre este yacimiento también lo describió como un conjunto de talayots que pertenecen a un centro ceremonial aislado y apunta a que, muy probablemente, hubo una ocupación continuada del asentamiento
El conjunto talayótico se encuentra situado en un terreno llano interior a más de 20 kilómetros de la costa. La vegetación dominante en la zona es la compuesta por el carrascal de acebuche y el palmito, predominando el olivo y mata. En relación a los recursos hídricos, se encuentra un pozo moderno situado a 125 metros y el Torrente de Vinagrella a, aproximadamente, 650 metros.
El primer talayot, con orientación norte, es el que mejor conserva la estructura y en el que mejor se observa la estructura circular. En su interior se encuentra una segunda altura situada a 0,70 metros de la planta inferior. El diámetro exterior es de 18 metros con una altura máxima de 1,80 metros. La segunda altura de planta irregular circular cuenta con un diámetro de 11 metros con una altura máxima de 1,5 metros. La altura media del conjunto es aproximadamente de 1,40 metros. La dimensión media de los bloques en centímetros es de 50x30x25. Antes de que fuera derruido por la vegetación, la entrada al talayot contaba con un corredor en zigzag que partía del exterior, donde formaba un vestíbulo para desembocar a través de escaleras en el centro del túmulo
El segundo talayot, con orientación sur, se encuentra en peores condiciones, resultando la tarea de medición muy dificultosa. El interior del talayot se encuentra libre de vegetación y permite estar de pie. El diámetro exterior es de unos 11 metros con una altura máxima de 1,60 metros. La altura media del conjunto es aproximadamente de 1,30 metros. La dimensión media de los bloques en centímetros es de 50x40x35. Presenta una orientación irregular respecto al eje de la estructura.
Durante las excavaciones de 1963, provocadas por urgencia por la construcción de infraestructuras,  Guillermo Rosselló Bordoy encontró una particular cabeza de toro de bronce

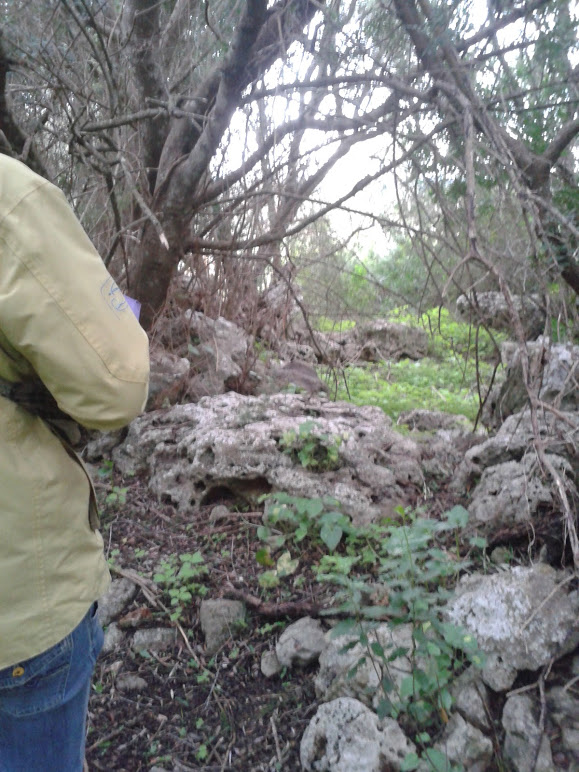
Talayot 2

### Visibilidad desde el yacimiento
El conjunto se encuentra sobre una pequeña loma pero la invasión de vegetación hace imposible una estimación de la visibilidad. Actualmente, el conjunto está rodeado de zonas agrícolas y de pasto de caballos. Su finalidad ceremonial concluye en el hecho de no tener que disponer de una gran visibilidad para controlar el territorio. Aun así, siendo el área visible de aproximadamente unos 3000 m², no se perciben yacimientos visibles desde el conjunto. De todas formas, el vecino talayótico más cercano se encuentra a 1 kilómetro y el segundo a 2,8 kilómetros

## Valoración del conjunto
Para una valoración del conjunto talayótico, se ha utilizado la “Propuesta metodológica de catalogación”

### Grado de conservación
En referencia al talayot 1, estos son los valores otorgados:
- en relación a la altura se le ha asignado un valor de 5
- en relación al grado de conservación de la unidad, el valor otorgado ha sido 2: 10% de evidencias de configuración y materiales.

Pasando al talayot 2, estos son los valores otorgados:
- se le ha asignado un valor de 4 en relación a la altura
- en relación al grado de conservación de la unidad, el valor otorgado ha sido también de 2: 10% de evidencias de configuración y materiales.

Finalmente, el grado de identificación de las estructuras se ha valorado con un 2,75, y el índice de conservación del conjunto con un 2.

### Riesgos que afectan al Grado de conservación
Los riesgos encontrados han sido los siguientes:
- Naturales: erosión pendiente
- Antrópicos: actividad agrícola
- Vegetales: desestablización de las estructuras y disminución de la visibilidad
- Animales: movimiento de elementos arquitetónicos

Observaciones:Es posible que la zona de cultivo donde se encuentran las estructuras, también sea compartida con la zona donde se guardan los caballos debido a que el murete más próximo también contaba con una verja electrificada.

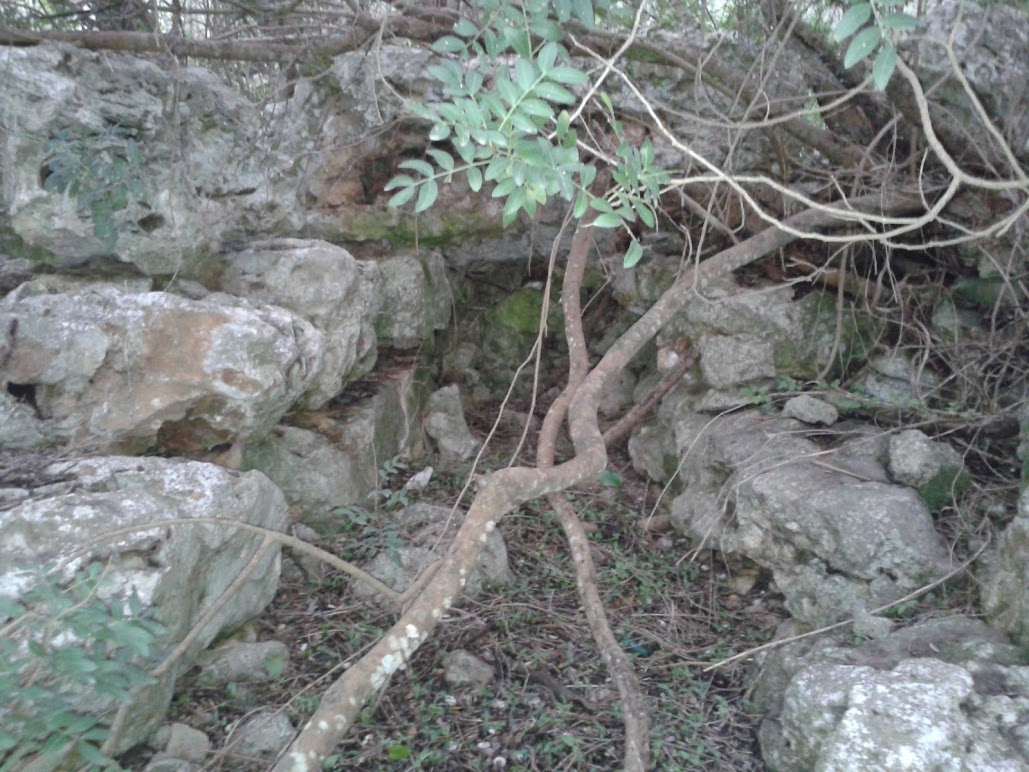
Talayot 2

### Potencialidad como elemento patrimonial visitable
El análisis de potencialidad del conjunto como elemento patrimonial visitable se realiza a través de las medias de los siguientes apartados:

#### Monumentalidad del Conjunto
El valor otorgado a la media de monumentalidad del conjunto ha sido de 4.

#### Significación
Se obtiene el valor a través de la ponderación de las siguientes variables:
- Significación histórica: hace referencia al nivel de información de aportación histórica y al nivel de valoración social.
- Significación estético-formal: en relación a la singularidad según el grupo tipológico-formal y a la singularidad dentro del grupo.

La media de significación del conjunto obtenida ha sido de 2,25

#### Potencial turístico/educativo
El Potencial turístico/educativo se obtiene a través de la ponderación de las variables relacionadas con:
- Potencial didáctivo-formativo
- Potencial lúdico-turístico

La media obtenida ha sido de 1,5

#### Acceso
En referencia al acceso, se han tenido en cuenta las variables de: tipo, medio y adecuación del acceso y tiempo desde la vía tanto a pie como en un vehículo.
La media de accesibilidad obtenida ha sido de 3,6

#### Acondicionamiento y limpieza
Los valores calculados hacen referencia al grado de acondicionamiento y limpieza del bien, y al grado de señalización.
La media del acondicionamiento y limpieza obtenida ha sido de 0,5

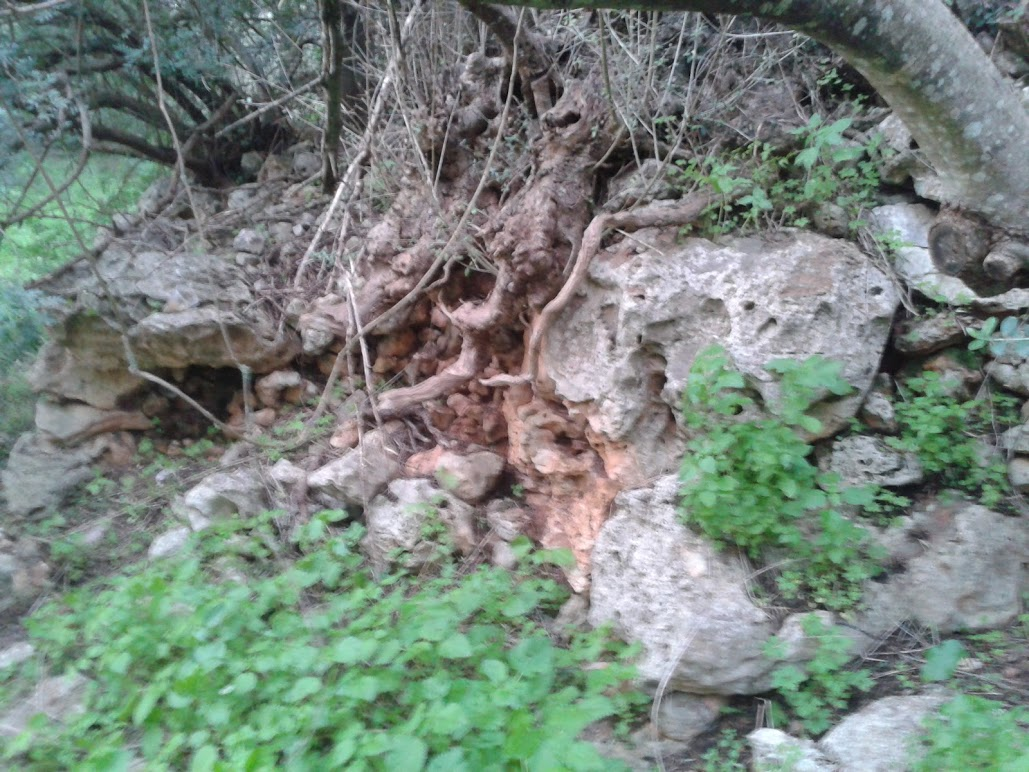
Talayot 1

#### Interpretación
El índice de interpretación del bien ha obtenido una media de 0 al no entrar dentro de ninguna de las categorías expuestas.
Finalmente, la ponderación de los valores de cada uno de los apartados anteriores nos dan los siguientes resultados finales:
VALOR MEDIO DE POTENCIALIDAD COMO ELEMENTO PATRIMONIAL VISITABLE:1,975
VALOR PORCENTUAL DEL PATRIMONIO: 0,51%
Observaciones: el valor máximo de la "Propuesta metodológica de catalogación" es 381. Sobre éste valor se obtiene el porcentaje.

## Priorización de las actuaciones
Las actuaciones que se deben realizar para evitar peligros de degradación del conjunto serían las relacionadas con un trabajo de consolidación de las estructuras para evitar nuevas degradaciones, una limpieza de la masa vegetal que pone en grave riesgo el yacimiento y que puede suponer la pérdida de ambos talayots y,conjuntamente, una limpieza gradual y paulatina para el mantenimiento del yacimiento, así como la delimitación del paso de visitantes y animales. En cuanto a las actuaciones que se deben realizar para potenciar la visita pública se podría empezar por abrir un camino hacia las estructuras sin tener que saltar varios muros, anuncios sobre el patrimonio cultural a pie de carretera y trípticos en el mismo yacimiento que atiendan a valorar el patrimonio histórico.

## Enlaces
- Arqueobalear Archivado el 13 de junio de 2018 en Wayback Machine.
- Bienes de interés cultural de Inca
- Llista de monuments d'Inca

- Datos: Q6132056